# Calveseglio
Calveseglio is een plaats (frazione) in de Italiaanse gemeente Plesio.